# Церковь Святого Павла (Мюнхен)
Церковь Святого Павла (нем. Paulskirche) — католический храм в Мюнхене.
Церковь построена в 1892-1906 гг австрийским архитектором Георгом фон Хауберриссером в неоготическом стиле. Расположено здание к северу от Луга Терезы в районе Людвигсфорштадт.
Церковь Святого Павла построена из ансбахского известняка, интерьер отделан верхнебаварским туфом. Главная башня, построенная по подобию колокольни Франкфуртского собора, имеет высоту 97 м, что на несколько метров ниже собора Девы Марии, так как закон запрещает строить здания выше собора. На западном фасаде имеется две башни высотой 76 м и большое окно-роза над порталом.
Во время Второй мировой войны собор Святого Павла сильно пострадал от воздушных налётов  в декабре 1944 года, особенно пострадал алтарь. 17 декабря 1960 года самолёт  Convair C-131D Samaritan, не набрав высоты, зацепил шпиль церкви Святого Павла и рухнул на трамвайную линию. В результате катастрофы погибли все 20 человек в самолёте и 32 на земле. Около 20 человек на земле получили ранения. На тот момент это было крупнейшее по числу жертв авиационное происшествие в истории Германии.

## Галерея

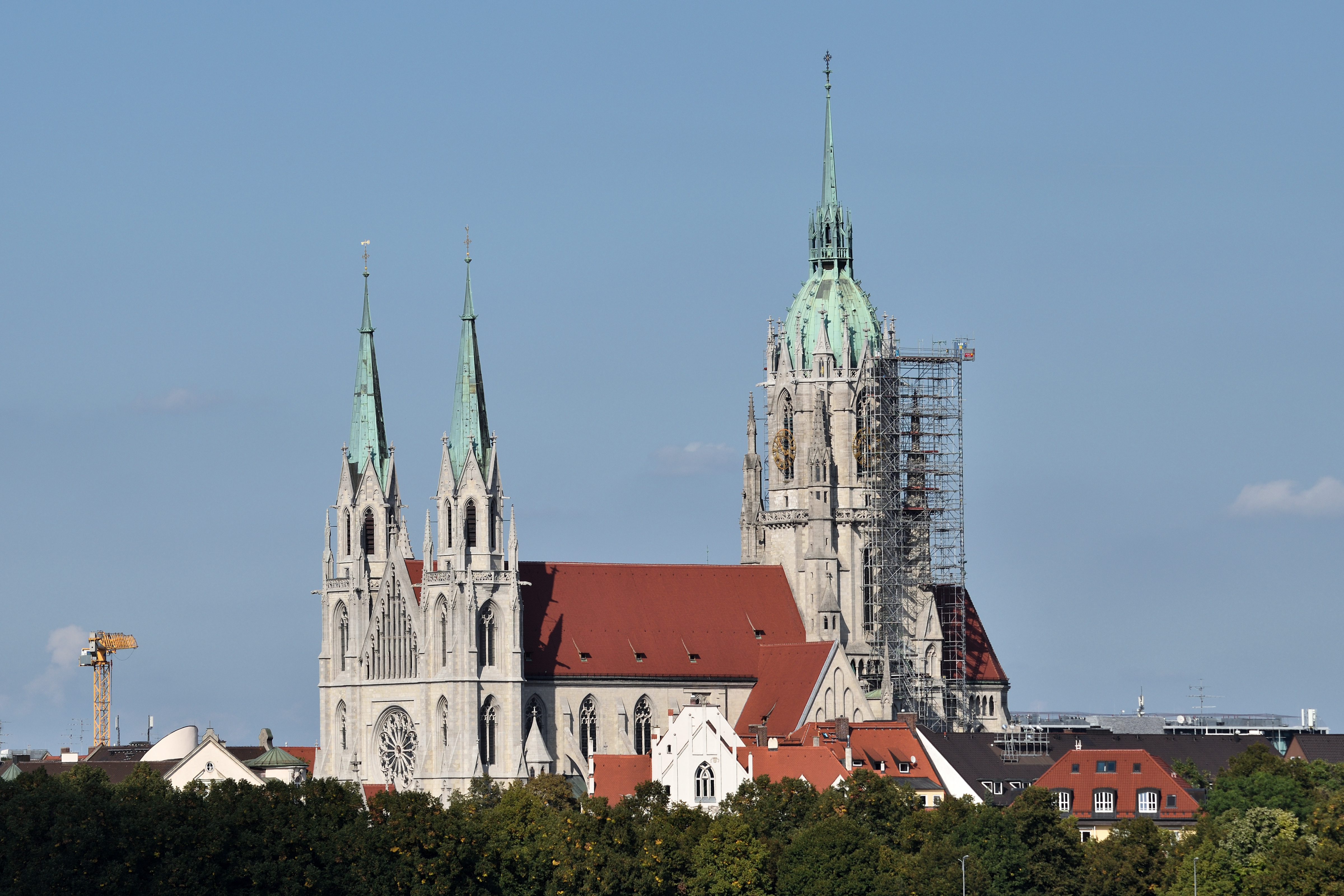
Ремонтные работы в сентябре 2020 года
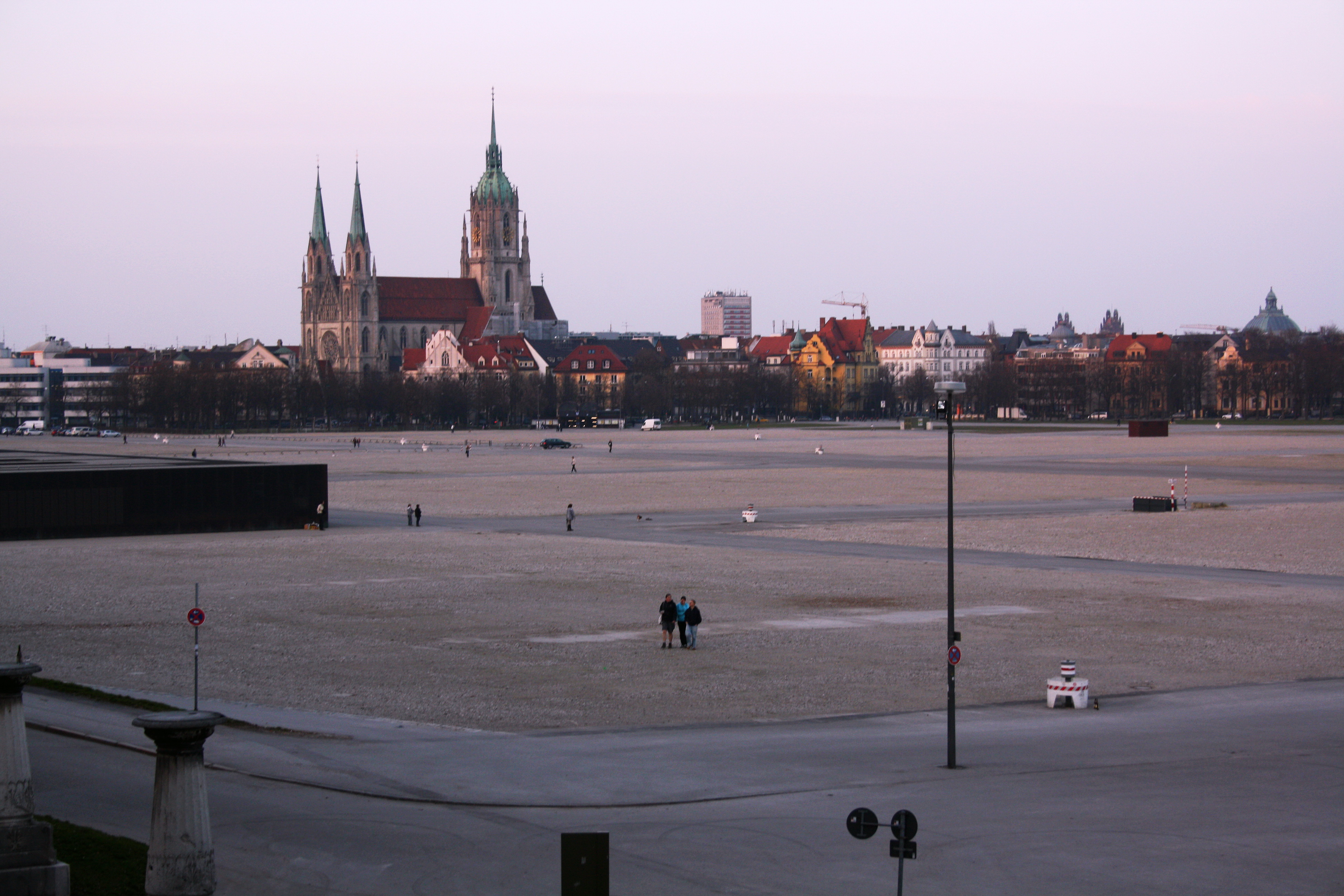
Вид со стороны Луга Терезы
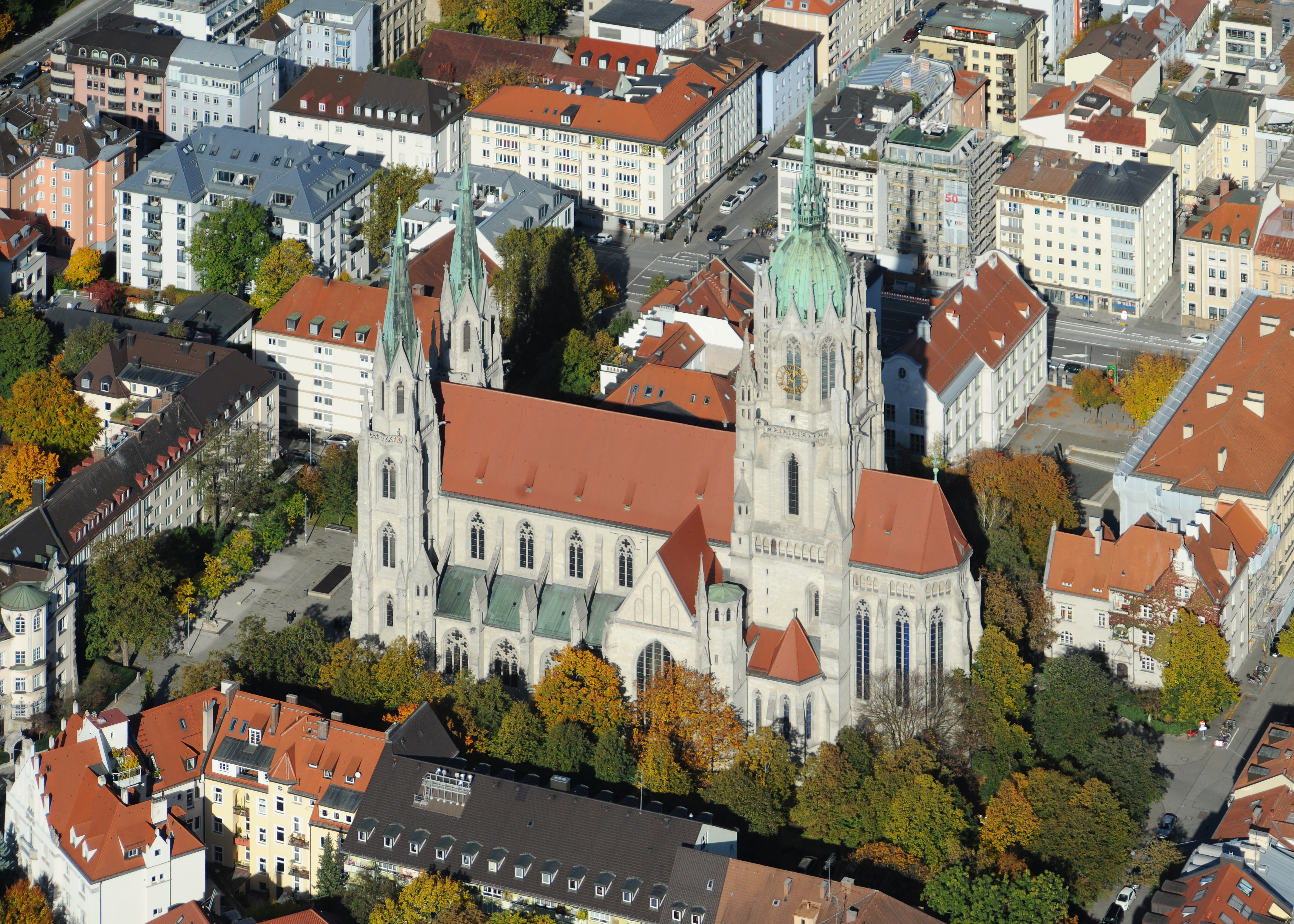
Вид с высоты птичьего полёта
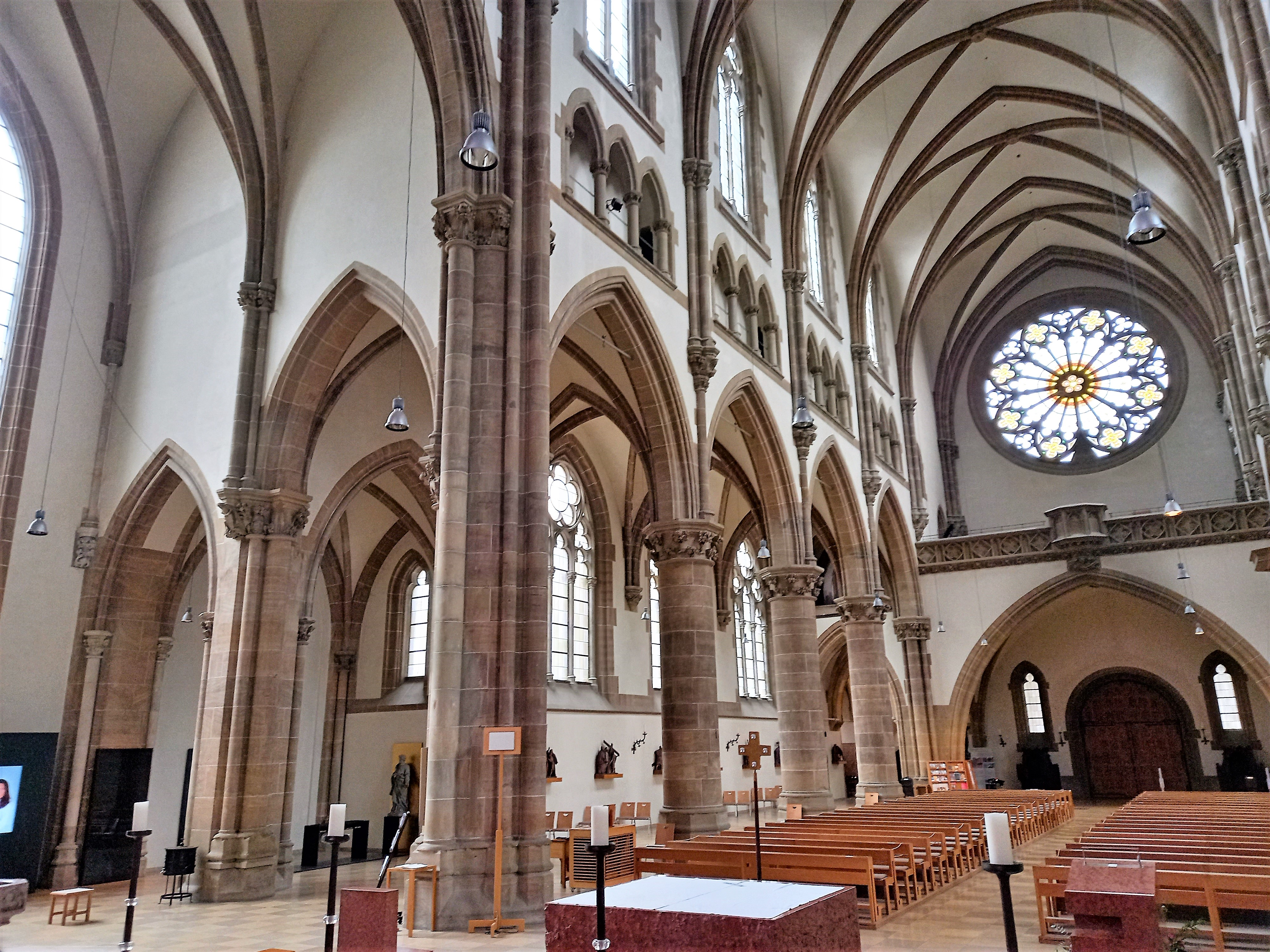
Интерьер церкви